# Berezove, Starobilsk
Berezove (în ucraineană Березове) este un sat în comuna Karaiașnîk din raionul Starobilsk, regiunea Luhansk, Ucraina.

## Demografie
Componența lingvistică a localității Berezove
     Ucraineană (95%)
     Rusă (5%)
Conform recensământului din 2001, majoritatea populației localității Berezove era vorbitoare de ucraineană (95%), existând în minoritate și vorbitori de rusă (5%).